# Ali Asgar

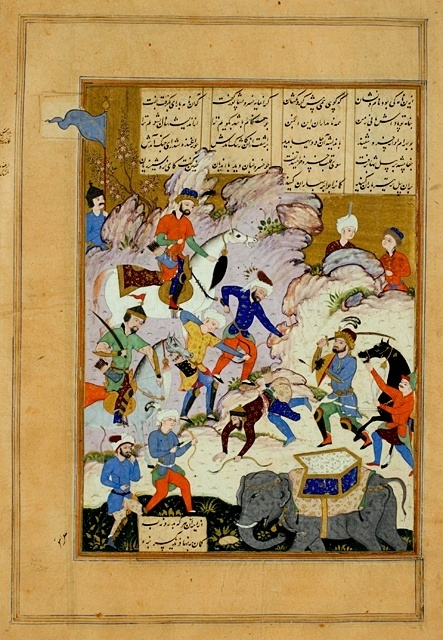
Ali Asgar: Bataille entre Khosrow Parviz et Bahman Tchoubine, Livre des Rois d'Ismaïl II (Séfévides), 1576-1577, Los Angeles, musée régional

Ali Asgar (également Ali Asgar Kachani) est un peintre persan qui fut actif des années 1550 aux années 1570.
Le nom d'Ali Asgar est lié à celui de son fils, le fameux peintre Reza Abbassi, qui a laissé quelque peu son père dans l'ombre. Toutefois Ali Asgar est un grand maître de l'art persan qui prit part à l'illustration des meilleurs manuscrits de la seconde moitié du XVIe siècle. Le chroniqueur séfévide et historien de l'art, Kasi Ahmed, dans son Traité sur la calligraphie et sur les peintres, mentionne qu'Ali Asgar Moussavvir est originaire de Kachan et qu'il est devenu peintre de la cour du prince et poète Sultan Ibrahim Mirza qui l'a patronné et que de plus il était le disciple de l'auteur du traité sus-mentionné. Un autre historien de l'époque, Iskander Mounchi, écrit qu'Ali Asgar est « un maître incomparable et un peintre accompli ; dans le choix et la répartition des couleurs, il est unique... et il surpasse ses collègues dans la représentation des paysages montagneux et des arbres. »
Le début de la carrière du peintre coïncide avec la période où le chah Tahmasp Ier (1524-1576), naguère patron des arts, se lasse de l'art pictural. Ce n'est plus la cour royale qui donne le ton, mais la cour de son neveu, le prince Soltan Ibrahim Mirza à Mechhed. La bibliothèque (ketabkhaneh) du prince fait travailler les meilleurs artistes du royaume, comme Soltan Mohammad, Mir Saïd Ali, Agha Mirek, Mirza Ali ou encore Cheik Mohammad. La plupart participent à l'illustration du manuscrit du Khamsé du poète Nizami qui a lieu entre 1556 et 1565 (il se trouve aujourd'hui à la Freer Gallery of Art de Washington). Ali Asgar prend également part à une œuvre de longue haleine qui lui prend plusieurs années. Il doit recopier les miniatures de Youssouf donne un banquet impérial à l'occasion de son mariage et Medjnoun présenté à Leyla. Un autre manuscrit de la bibliothèque de Mechhed comprend des illustrations issues de son pinceau. Ce sont Les Sept Trônes de Djami, manuscrit commandé par Soltan Ibrahim Mirza (1571, musée de Topkapi).
En 1576, après la mort de Tahmasp Ier, le trône échoit à Ismaïl II, son fils (1576-77), qui s'empresse de faire emprisonner la plupart des membres de sa famille, y compris son oncle — Soltan Ibrahim Mirza, dans la bibliothèque où travaillait Ali Asgar. La veuve d'Ibrahim Mirza disperse et détruit en partie les ouvrages de la bibliothèque, pour qu'ils ne tombent pas dans les mains d'Ismaïl II. C'est pourquoi les manuscrits composés sous son patronage sont tellement rares aujourd'hui, y compris les œuvres d'Ali Asgar. Iskander Mounchin précise qu'Ali Asgar a conservé la charge de peintre de la cour sous le règne d'Ismaïl II. Ce dernier ne règne que deux ans, car il est empoisonné en 1577. Cependant il a réussi à commander un exemplaire du Livre des Rois de Firdoussi (1577), mais qui ne sera pas terminé. Aujourd'hui les feuillets du manuscrit sont répartis dans plusieurs musées du monde. Ali Asgar et ses collaborateurs réussissent à garder la qualité souhaitée par son premier commanditaire.
Après la mort d'Ismaïl II, Mohammad Khodabandeh (1577-1587) accède au pouvoir, mais il est totalement indifférent à la peinture et au dessin. C'est à cette époque que la capitale du royaume, Qazvin, cesse à tout jamais d'être le foyer des arts et tous les peintres à la recherche de travail et de commandes se dispersent où ils peuvent dans d'autres cités. Ali Asgar doit partir aussi et l'on perd sa trace.

## Source de la traduction
- (ru) Cet article est partiellement ou en totalité issu de l’article de Wikipédia en russe intitulé « Али Асгар » (voir la liste des auteurs).